# Bethany (Illinois)
Bethany es una villa ubicada en el condado de Moultrie en el estado estadounidense de Illinois. En el Censo de 2010 tenía una población de 1352 habitantes y una densidad poblacional de 539,27 personas por km².

## Geografía
Bethany se encuentra ubicada en las coordenadas 39°38′39″N 88°44′27″O / 39.64417, -88.74083. Según la Oficina del Censo de los Estados Unidos, Bethany tiene una superficie total de 2.51 km², de la cual 2.5 km² corresponden a tierra firme y (0.21%) 0.01 km² es agua.

## Demografía
Según el censo de 2010, había 1352 personas residiendo en Bethany. La densidad de población era de 539,27 hab./km². De los 1352 habitantes, Bethany estaba compuesto por el 98.22% blancos, el 0.22% eran afroamericanos, el 0.07% eran amerindios, el 0% eran asiáticos, el 0% eran isleños del Pacífico, el 0.89% eran de otras razas y el 0.59% pertenecían a dos o más razas. Del total de la población el 1.85% eran hispanos o latinos de cualquier raza.